# Stephanie Townsend
Stephanie Townsend Bucher (1948) è un'ex sciatrice alpina canadese.

## Biografia
Sciatrice polivalente con maggior propensione alle gare tecniche  originaria di Banff, Stephanie Townsend proviene da una famiglia di grandi tradizioni nello sci alpino: è figliastra dello svizzero John Monod, sorella di Philip e Peter Monod e zia di Tatum Monod, tutti atleti di alto livello. Fece parte della nazionale canadese dal 1965 al 1969 e debuttò in campo internazionale in occasione della High Sierra Cup 1966 (Heavenly Valley, 1-3 aprile), classificandosi 13ª e 18ª nei due slalom giganti, 12ª nello slalom speciale e 8ª nella combinata; in Coppa del Mondo esordì l'8 gennaio 1967 a Oberstaufen in slalom gigante (21ª), conquistò il miglior risultato il 12 marzo dello stesso anno a Franconia in slalom speciale (12ª) e prese per l'ultima volta il via il  15 marzo 1969 a Mont-Sainte-Anne nella medesima specialità chiudendo 18ª, suo ultimo piazzamento agonistico. Non prese parte a rassegne olimpiche o iridate.

## Palmarès

### Campionati canadesi
- 2 medaglie (dati parziali)[7]:
  - 2 argenti (slalom gigante, slalom speciale nel 1969)